# Erebia mendolensis
Erebia mendolensis är en fjärilsart som beskrevs av Franz Dannehl 1926. Erebia mendolensis ingår i släktet Erebia och familjen praktfjärilar. Inga underarter finns listade i Catalogue of Life.